# Побачення на одну ніч
«Побачення на одну ніч» — романтична драма режисера Майка Фіггіса, яка отримала номінацію на головну нагороду Венеційського кінофестивалю 1997 року.

## Сюжет
Макс Карлайл побудував успішну кар'єру режисера рекламних роликів у Нью-Йорку. Він відлітає до Лос-Анджелеса, щоб зустрітися зі своїм другом Чарлі. Обставини зводять Макса з Карен, з якою чоловік проводить ніч. Повернувшись додому, Макс виглядає дуже нещасливим і дружина не могла зрозуміти причину смутку. Через рік вони вдвох навідують Чарлі, який помирає від СНІДу. Пара зустрічає брата хворого Вернона, який знайомить їх зі своєю дружиною Карен. Макс так і не зміг забути цю загадкову жінку, з якою провів лише одну ніч.

## У ролях
| Актор             | Роль         |
| ----------------- | ------------ |
| Веслі Снайпс      | Макс Карлайл |
| Настасія Кінські  | Карен        |
| Кайл Маклаклен    | Вернон       |
| Роберт Дауні мол. | Чарлі        |
| Мінг-На Вен       | Мімі Карлайл |
| Гленн Пламмер     | Джордж       |
| Аманда Доног'ю    | Марго        |
| Томас Гейден Черч | Дон          |
| Джуліан Сендс     | медбрат      |
| Джон Ратценбергер | Філ          |
| Ксандер Берклі    | друг Чарлі   |
| Білл Реймонд      | таксист      |

## Створення фільму

### Виробництво
Зйомки фільму проходили в Нью-Йорку та Лос-Анджелесі, США.

### Знімальна група
- Кінорежисер — Майк Фіггіс
- Сценарист — Майк Фіггіс
- Кінопродюсери — Майк Фіггіс, Бен Мирон, Енні Стюарт
- Композитор — Майк Фіггіс
- Кінооператор — Деклан Квінн
- Кіномонтаж —Джон Сміт
- Художник-постановник — Вальдемар Каліновскі
- Артдиректор — Баррі Кінгстон
- Художник-декоратор — Флоренс Феллмен
- Художник по костюмах — Лора Голдсміт, Енід Гарріс
- Підбір акторів — Ненсі Фой[2].

## Сприйняття

### Критика
Фільм отримав переважно негативні відгуки. На сайті Rotten Tomatoes оцінка стрічки становить 30 % від кінокритиків із середньою оцінкою 4,9/10 (30 голосів) і 40 % на основі 4 548 відгуків від глядачів (середня оцінка 2,9/5). Фільму зарахований «гнилий помідор» і «розсипаний попкорн» від глядачів, Internet Movie Database — 5,8/10 (5 929 голосів).

### Номінації та нагороди
| Нагороди та номінації фільму «Побачення на одну ніч» | Нагороди та номінації фільму «Побачення на одну ніч» | Нагороди та номінації фільму «Побачення на одну ніч» | Нагороди та номінації фільму «Побачення на одну ніч» | Нагороди та номінації фільму «Побачення на одну ніч» | Нагороди та номінації фільму «Побачення на одну ніч» |
| Рік                                                  | Кінофестиваль/кінопремія                             | Категорія/нагорода                                   | Номінант                                             | Результат                                            |                                                      |
| ---------------------------------------------------- | ---------------------------------------------------- | ---------------------------------------------------- | ---------------------------------------------------- | ---------------------------------------------------- | ---------------------------------------------------- |
| 1997                                                 | Венеційський кінофестиваль                           | «Золотий лев»                                        | «Побачення на одну ніч»                              | Номінація                                            |                                                      |
| 1997                                                 | Венеційський кінофестиваль                           | «Кубок Вольпі»                                       | Веслі Снайпс                                         | Перемога                                             |                                                      |
| 1997                                                 | Спілка кінокритиків Бостона                          | Найкраща чоловіча роль другого плану                 | Роберт Дауні мол.                                    | Номінація                                            |                                                      |
| 1998                                                 | «Супутник»                                           | Найкращий оригінальний сценарій                      | Майк Фіггіс                                          | Номінація                                            |                                                      |